# Michajłówka (Głębokie)
Michajłówka – część Głębokiego na Białorusi, w obwodzie witebskim, w rejonie głębockim.
Dawniej samodzielna miejscowość.

## Historia
W czasach zaborów wieś w gminie Głębokie, w powiecie dzisieńskim, w guberni wileńskiej Imperium Rosyjskiego.
W latach 1921–1945 wieś leżała w Polsce, w województwie wileńskim, w powiecie dziśnieńskim, w gminie Głębokie.
Według Powszechnego Spisu Ludności z 1921 roku zamieszkiwało tu 161 osób, 12 było wyznania rzymskokatolickiego, 149 prawosławnego. Jednocześnie 10 mieszkańców zadeklarowało polską przynależność narodową, 151 białoruską. Było tu 21 budynków mieszkalnych. W 1931 w 28 domach zamieszkiwało 205 osób.
Wierni należeli do parafii rzymskokatolickiej i prawosławnej w Głębokiem. Miejscowość podlegała pod Sąd Grodzki w Głębokiem i Okręgowy w Wilnie; właściwy urząd pocztowy mieścił się w Głębokiem.
W wyniku napaści ZSRR na Polskę we wrześniu 1939 miejscowość znalazła się pod okupacją sowiecką. 2 listopada została włączona do Białoruskiej SRR. Od czerwca 1941 roku pod okupacją niemiecką. W 1944 miejscowość została ponownie zajęta przez wojska sowieckie i włączona do Białoruskiej SRR.
Od 1991 w składzie niepodległej Białorusi.